# معنى صريح
المعنى الصريح أو الدلالة الذاتية (بالإنجليزية: Denotation) أو المعنى الحقيقي الأصلي للكلمة، أو المعنى الدلالي أي دلالة الكلمة مباشرةً على شيءٍ محدد في الخارج دون أي إيحاءات إضافية؛ فهي المعنى الأساس للكلمة أو العبارة، الذي يُشير إلى المسمى في الواقع والحقيقة، في مُقابِل المعاني العاطفية والإضافية، ولهذا يُسمّى المعنى الإشارِيَّ. فكلمة: (طير) مثلا تُشير إلى: مخلوق، ذي دَمٍ، حار، يبيض، وله منقار ورجلان وجناحان. وغالبا ما يُقابل هذا المصطلح أو المعنى بالمعنى الهامشي أو المعنى الضّمني.